# Rhodocalyx
Rhodocalyx é um género botânico pertencente à família Apocynaceae.